# Coba Ritsema

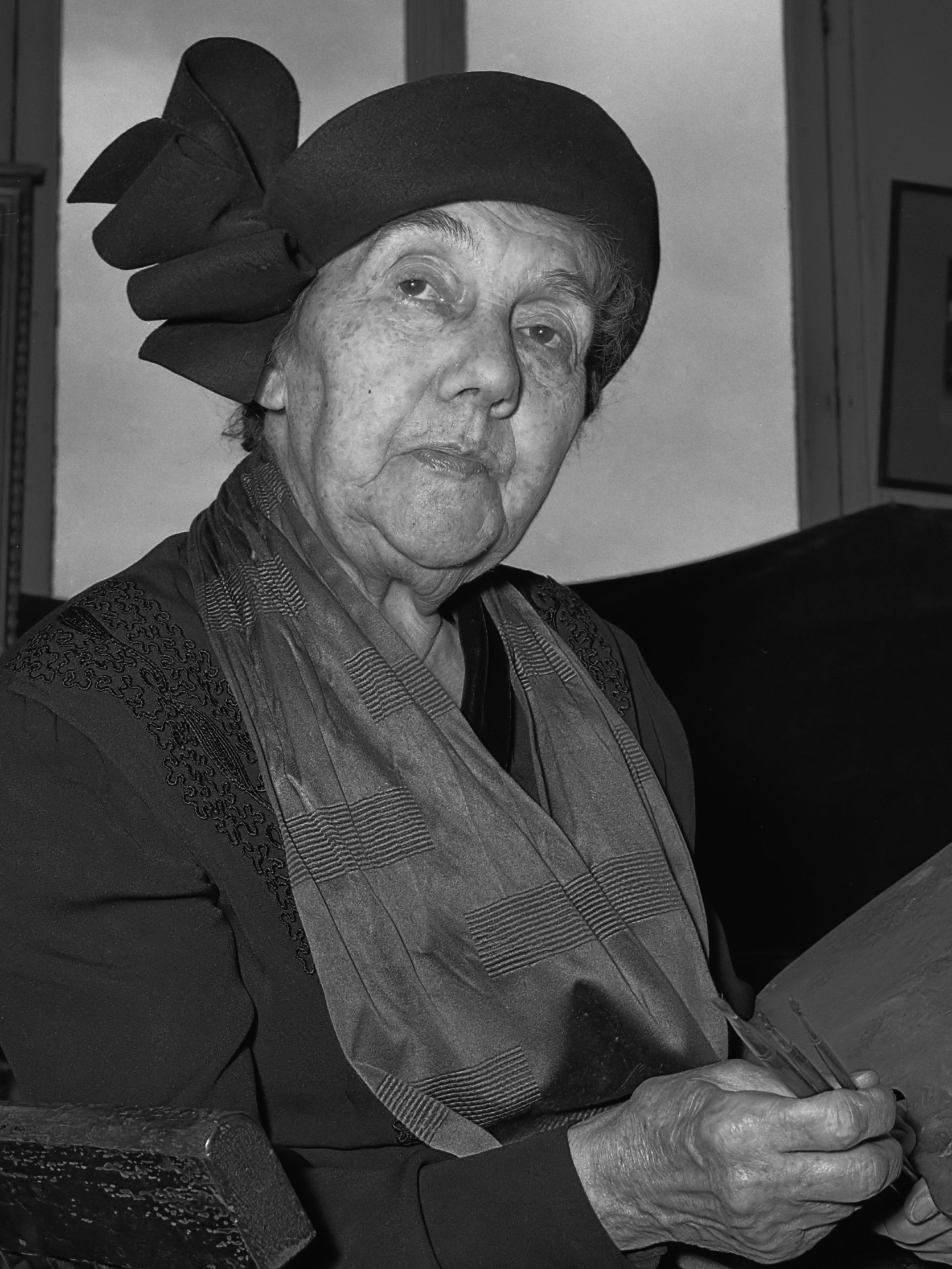
Jacoba Johanna Ritsema, 1956

Jacoba Johanna (Coba) Ritsema (* 26. Juni 1876 in Haarlem; † 13. Dezember 1961 in Amsterdam) war eine niederländische Porträtmalerin und Mitglied der Amsterdamse Joffers.

## Leben
Jacoba Johanna Ritsema wurde als Tochter des Buchdruckers Coenraad Ritsema und seiner Frau Jeanette (Jannetje) Moulijn in Haarlem geboren. In ihrer Familie gab es einige bekannte Künstler – ihr Großvater war ein Amateurmaler, ihr Vater war ein Lithograf und der Maler und Radierer Simon Moulijn war ein Neffe ihrer Mutter.
Zwischen 1891 und 1893 erhielt sie Zeichenunterricht an der School voor Kunstnijverheid in Haarlem und studierte zwischen 1893 und 1897 an der Reichsakademie in Amsterdam, wo sie von August Allebé, George Hendrik Breitner, Carel Lodewijk Dake, Fredrik Theodorus Grabijn, Jacob Ritsema (ihrem Bruder), Thérèse Schwartze und von Nicolaas van der Waay unterrichtet wurde.
Später war sie Lehrerin von Grada Jacoba Wilhelmina Boks, Lize Duyvis, Jan den Hengst, Tine Honig, Coba Surie, Henriëtte Tellekamp, Victoire Wirix und Gonda Wulfse.

## Mitgliedschaften
- Arti et Amicitiae
- Sint Lucas
- Pulchri Studio, Den Haag
- Zeichengesellschaft Pictura  (niederländisch: Teekengenootschap Pictura), Dordrecht

## Auszeichnungen und Ehrungen (Auswahl)
- 1899: Willink van Collenprijs
- 1910: Silbermedaille Weltausstellung Brüssel
- 1912: Silbermedaille der Gemeinde Amsterdam
- 1918: Hausorden von Oranien in Silber
- 1923: Silbermedaille der Gemeinde Amsterdam
- 1957: Rembrandt-Preis der Stadt Leiden